# كردة دة
كردة دة هي قرية في مقاطعة مراغة، إيران. عدد سكان هذه القرية هو 1,410 في سنة 2006.